# Maison Wulflam
La maison Wulflam (en allemand, Wulflamhaus) est une maison historique située sur le Vieux Marché (Alter Markt) de la ville hanséatique allemande de Stralsund. Elle est de style gothique en brique du Nord de l'Allemagne et est l'un des bâtiments résidentiels gothiques tardifs les mieux conservés du Nord de l'Allemagne.

## Description
Le bâtiment a été commandé par Bertram Wulflam, alors conseiller municipal et plus tard maire de Stralsund. Il fit construire cette maison en face de l'hôtel de ville de Stralsund avant 1358.
Ce qui frappe, c'est la façade gothique en briques typique de l'Allemagne du Nord, qui se caractérise par la construction élaborée à piliers et pignons typique de Stralsund en particulier. Celle-ci a subi de multiples changements et a été largement reconstruite dans sa forme initiale entre 1988 et 1991.
Dans la maison et la cour voisine il y a un hall, une galerie, plusieurs salles de stockage et une brasserie. À l'intérieur de la maison se trouvent des peintures murales du XVe siècle. Un autre détail structurel est le Kemlade, une extension d'aile arrière en construction à colombages, qui s'étend sur deux étages. 
La Wulflamhaus abrite aujourd'hui un restaurant et le bureau de presse de l'administration municipale de Stralsund.

## Protections
La maison est située dans la zone centrale de la ville reconnue par l'UNESCO comme site du patrimoine culturel mondial, "Vieilles villes historiques Stralsund et Wismar ". Elle est inscrite sur la liste des monuments architecturaux de Stralsund.